# 무혜비
무혜비(武恵妃, 699년 12월 18일 ~ 738년 1월 5일)는 당나라 군주 현종 이융기의 측실(후궁)이었다. 수왕 이모 황자의 생모이다.

## 주요 이력
당나라 쓰촨성 광위안에서 출생하였으며 지난날 한때 당나라 쓰촨성 청두에서 잠시 유아기를 보낸 적이 있고 그 후 당나라 산시 성 창안에서 성장한 그녀는 707년 음력 8월(8세 시절) 당시 당나라 황태자 시절 이융기의 측실이 되었으며 712년 이융기 그가 군주(황제)로 보위(황위)에 등극하자 후궁이 되었다.
생전에 부군 당 현종 이융기와 함께 수왕부(壽王府)를 친히 방문하며 양귀비(楊貴妃)를 지극히 총애(寵愛)하기도 한 그녀는 738년 1월 5일을 기하여 향년 39세로 훙서(병사)하였다. 훙서 2개월 후 738년 3월 18일을 기하여 당 현종 이융기의 황명(皇命)으로써 정순황후(貞順皇后)로 추존되었다.